# Dżawadije-je Elahije
Dżawadije-je Elahije (perski: جواديه الهيه) – miejscowość w środkowym Iranie, w ostanie Kerman. W 2006 roku miejscowość liczyła 2836 osób w 677 rodzinach.